# Agatha Christies Marple
Agatha Christies Marple (eller bara Marple) är en brittisk ITV-TV-serie som är löst baserat på böcker och noveller av den brittiska deckarförfattaren Agatha Christie. Titelkaraktären spelades av Geraldine McEwan från den första till den tredje säsongen, tills hon drog sig tillbaka från rollen, och av Julia McKenzie från den fjärde säsongen och framåt. Till skillnad från TV-serien Agatha Christies Poirot tog serien sig många friheter med Christies verk, framför allt genom att lägga till Miss Marples karaktär i filmatiseringar av romaner där hon aldrig medverkade. Efter att den sjätte säsongen avslutats förvärvade BBC rättigheterna för produktionen av Agatha Christie-filmatiseringar, vilket tyder på att ITV inte skulle kunna göra en sjunde säsong av Marple.

## Översikt
Varje säsong består av fyra långfilmslånga avsnitt, förutom säsong sex som bara har tre avsnitt. De första sex avsnitten var alla bearbetningar av Miss Marple-romaner av Christie. Efterföljande episoder härrörde sig både från verk med Miss Marple och Christie-romaner som inte innehöll karaktären. Seriens titel tar bort ordet Miss från Miss Marple, för att matcha titeln på Agatha Christies Poirot-serien.

## Handling
Agatha Christies Marple följer Miss Jane Marples äventyr, en äldre ungmö som bor i den lugna lilla byn St. Mary Mead. Under sina många besök hos vänner och släktingar i andra byar (och ibland när hon bara är hemma) snubblar Miss Marple ofta över eller hör talas om mystiska mord, som hon hjälper till att lösa. Även om polisen ibland är ovillig att ta emot Miss Marples hjälp, vinner hennes rykte och oöverträffade observationsförmåga dem så småningom på deras sida.
Under sina äventyr får Miss Marple hjälp av nära vänner, släktingar eller andra allierade som hon träffar, bland annat Tommy och Tuppence (huvudpersoner i en annan serie Christie-romaner).

## Återkommande karaktärer
Den enda karaktären som dyker upp i varje avsnitt är Miss Marple själv, spelad av Geraldine McEwan genom säsong 3 och av Julia McKenzie från säsong 4 och framåt.
Några andra karaktärer dyker upp i mer än ett avsnitt, även om de inte alltid spelas av samma skådespelare. Undantag är Joanna Lumley, som spelar Mrs Dolly Bantry i Liket i biblioteket och Spegeln sprack från kant till kant, och Stephen Churchett, som dyker upp som rättsläkaren i fyra avsnitt.
Dr Haydock medverkar i tre avsnitt, men spelas av tre skådespelare: Robin Soans i Liket i biblioteket, Robert Powell i Mordet i prästgården och Neil Stuke i Spegeln sprack från kant till kant. Jason Rafiel, en gammal vän till Marple, hördes som röst av Herbert Lom (som också gjorde ett framträdande på vita duken som Mr Dufosse i Mordet i prästgården) i Nemesis och spelades av Antony Sher i Ett karibiskt mysterium.
Serien innehöll också verkliga karaktärer: Winston Churchill dök upp i Mördande seans, Noël Coward i 4.50 från Paddington, Louis Armstrong i Bertrams hotell och Ian Fleming och James Bond i Ett karibiskt mysterium.

## Bearbetningar och romanändringar
Christies tolv romaner med Miss Marple i huvudrollen har alla bearbetats för serien. Mordet i prästgården, Liket i biblioteket, 4.50 från Paddington och Ett mord annonseras i säsong 1, Miss Marples sista fall och Mord per korrespondens i säsong 2, Bertrams hotell och Nemesis i säsong 3, En ficka full med råg och Trick med speglar i säsong 4, Spegeln sprack från kant till kant i säsong 5 och Ett karibiskt mysterium i säsong 6.
Dessutom har flera noveller med Miss Marple anpassats till fullängdsavsnitt i serien. Den blå pelargonen i säsong 5, delar av Dödens ört införlivades i bearbetningen av Hemligheten på Chimneys i säsong 5, medan En klenod till samlingen och Sankte Pers tumavtryck kombinerades till en berättelse för säsong 6.
I de tjugotre filmatiseringarna har många ändringar gjorts i källmaterialet:
- Liket i biblioteket introducerar en lesbisk affär och ändrar identiteten på en av mördarna.
- Mordet i prästgården tar bort eller ändrar några mindre karaktärer och återskapar Miss Marples tidiga liv.
- 4.50 från Paddington tar bort en karaktärs död och förenklar mördarens motiv.
- Ett mord annonseras ändrar några av karaktärerna och gör en underförstådd lesbisk relation explicit.
- Miss Marples sista fall ändrar mördarens motiv, vissa karaktärers bakgrundshistoria, infogar en central romantisk relation och sidohandling som involverar ett resande band av sångare.
- Mord per korrespondens ändrar tidsperioden och en del av karaktärens bakgrundshistoria, inklusive tillägget av ett självmordsförsök av den berättande karaktären och två andra karaktärer i ett homosexuellt förhållande; I övrigt är den i stort sett trogen källmaterialet.
- Ett sting i tummen infogar Miss Marple i vad som ursprungligen var en Tommy och Tuppence-roman, och ändrar därför många delar av handlingen, inklusive Tommy och Tuppences förhållande, lägger till karaktärer, bihandlingar och ändrar tidsperioden.
- Mördande seans är mycket löst baserad på romanen (som inte innehåller Miss Marple) och ändrar mördarens identitet.
- Bertrams hotell är bara löst baserad på romanen, och ändrar många delar av handlingen, karaktärerna och tidsperioden.
- Prövad oskuld innehåller betydande förändringar av karaktärerna, vilket lägger till Marple i berättelsen.
- Klockan K infogar Miss Marple i berättelsen och ändrar några karaktärer, men är i stort sett trogen originalromanen.
- Nemesis är bara löst baserad på romanen, och byter karaktär och miljö.
- En ficka full med råg är en trogen bearbetning av romanen, med endast mindre förändringar i hur karaktärerna beskrivs.
- Mord är lätt är mycket löst baserad på romanen som inte innehåller Miss Marple, vilket också ändrar mördarens motiv.
- Trick med speglar kombinerar några karaktärer och lägger till en mordbrandsattack.
- Varför bad de inte Evans? är bara löst baserad på romanen, som inte innehåller Miss Marple, vilket ändrar handlingen och karaktärerna.
- Den gula hästen är mycket löst baserad på romanen som inte handlar om Miss Marple.
- Hemligheten på Chimneys är mycket löst baserad på romanen som inte innehåller Miss Marple, även om den använder berättelseelement från Dödens ört. Det förändrar också mördarens identitet.
- Den blå pelargonen är kraftigt utbroderad från den ursprungliga novellen.
- Spegeln sprack från kant till kant håller sig nära den ursprungliga berättelsen.
- Ett karibiskt mysterium håller sig nära den ursprungliga berättelsen, bortsett från den verkliga romanförfattaren Ian Fleming och ornitologen James Bond.
- En klenod till samlingen kombinerar novellen med element från Sankte Pers tumavtryck. Berättelsen är utsmyckad, men håller sig till kärnan i de ursprungliga verken.
- Oändlig natt är en trogen bearbetning av romanen trots att Miss Marple har lagts till, men berättelsen är mycket lik The Case of The Caretaker.

## Inspelning
Marple spelades in på olika platser, bland annat i London, byarna Englefield i Berkshire, Chilham i Kent, Turville i Buckinghamshire och Blewbury i Oxfordshire.
Windsor Guildhall i Windsor presenterades som den fiktiva Melchester i Mordet i prästgården, interiören i Highclere Castle användes i 4.50 från Paddington och Knebworth House användes där också samt i Äventyret med julpuddingen och i En klenod till samlingen. Hatfield House användes som godset Chimneys i Hemligheten på Chimneys.
Hambleden figurerade som St. Mary Mead och Dorney Court i Liket i biblioteket som Gossington Hall, paret Bantrys hem, och även som prästgården i Mord per korrespondens, Fawley Court i Buckinghamshire användes som Stoneygates i Trick med speglar och The Grotto användes som exteriör för den hemliga fåfängan i Oändlig natt.
I Varför bad de inte Evans? spelades scenerna i Castle Savage till stor del in i Loseley Park nära Guildford. Ett karibiskt mysterium spelades in i Kapstaden i Sydafrika, även om strandscenerna spelades in på Boulders Beach. För produktionen baserad på Oändlig natt spelades scener in i Dorchester.
Exteriören av Marina Greggs hus i Spegeln sprack från kant till kant filmades i North Mymms Park, och kyrkogården i Nemesis filmades i Waverley Abbey.